# NGC 4174
NGC 4174 é uma galáxia espiral (S0-a) localizada na direcção da constelação de Coma Berenices. Possui uma declinação de +29° 08' 57" e uma ascensão recta de 12 horas, 12 minutos e 26,9 segundos.
A galáxia NGC 4174 foi descoberta em 11 de Abril de 1785 por William Herschel.